# Mai Haruna
Mai Haruna (春菜まい, Haruna Mai) est le nom d'un mannequin de charme et d'une actrice de films pornographiques réputée et prolifique. Elle a commencé sa carrière en 2002 et a interprété une grande variété de genres jusqu'à ce qu'elle se retire de la profession en 2005.

## Biographie
Haruna est née le 20 mars 1984 à Tokyo (Japon). Les femmes de sa famille sont graciles avec une poitrine peu développée. Haruma et sa sœur aînée sont les seules à posséder une vaste poitrine. Les seins de Haruna se développent avant son entrée dans le secondaire. Lorsqu'elle intègre ces classes, son tour de poitrine atteint le mètre avec des bonnets F.

## Carrière
Haruna débute dans la pornographie au mois de septembre 2002, à l'âge de 18 ans, avec les studios Crystal-Eizou.
Au mois d'octobre 2002, elle parait dénudée dans la revue en langue anglaise HOLIDAYS. C'est le premier de ses nombreux albums-photos. À la fin de 2010, Amazone Japon propose 247 DVDs, 28 vidéos et 8 albums dans lesquels elle parait.
En 2003, Haruma remporte le Prix de la Meilleure Actrice (主演AV女優賞) aux 4e Takeshi Kitano Entertainment Awards parrainés par le quotidien Tokyo Sports (東京スポーツ).
Retraite
Haruma a interprété un certain nombre de vidéos pornographiques pour les studios Moodyz dont c'est la spécialité. En août 2005, elle tourne pour eux Moodyz Special Mai Haruna - Mai Last Movie, une vidéo de 3 heures ayant pour thème une rétrospective de sa carrière.

## Vidéos non censurées
À l'instar de maintes actrices du genre, Haruma, après avoir quitté la pornographie grand public, interprète quelques vidéos non censurées. Les organes génitaux de l'actrice, visibles sans censure dans 3 vidéos, sont disponibles sur Internet en juillet et décembre 2008 dans le cadre d'un pay-per-view (payer pour voir) ainsi que dans 3 DVDs parus à la fin de 2006 et au début de 2007.
En 2009 et 2010, l'actrice a interprété une série de vidéos non censurées pour les studios américains Third World Media qui les ont diffusées sous la marque Asian Eyes

## Filmographie partielle
| Titre du film / de la vidéo                                                        | Producteur N° d'identification                           | Réalisateur        | Parution                                 | Notes                                                    |
| ---------------------------------------------------------------------------------- | -------------------------------------------------------- | ------------------ | ---------------------------------------- | -------------------------------------------------------- |
| たわわな18歳 Tawawana 18-sai                                                       | Crystal-Eizou Venus VA-36                                | Yukihiko Shimamura | 26-09-2002                               |                                                          |
| The Costume Play Maid コスプレ召使い                                               | Crystal-Eizou Venus VA-49                                | Yukihiko Shimamura | 16-01-2003                               |                                                          |
| Perfect Capture 4 完全攻略４                                                       | KMP Million RMILD-049                                    | Hideto Aki         | 28-03-2003                               |                                                          |
| Sex Addicted 溺性                                                                  | h.m.p. G GWG-003                                         | Kin Ishikawa       | 21-04-2003                               |                                                          |
| High-School Girl Confinement & Rape in Turn 45 女子校生監禁凌辱 鬼畜輪姦45         | Attackers Shark SHKD-195                                 |                    | 08-10-2003                               |                                                          |
| Busty Female Announcer Danger 20 Shots!! スイカップ女子アナ機器20発!!              | Deeps Princess DVPRN-004                                 | Kazama Kaji        | 08-11-2003                               |                                                          |
| La Maid                                                                            | Big Morkal Bunny BB-05                                   | Tsuyoshi Nagafuchi | 19-11-2003                               |                                                          |
| Studio Live Haruna Mai スタジオライブ 春菜まい                                     | Studio Live SL-012                                       |                    | 25-11-2003                               |                                                          |
| It's Show Time Vol.1                                                               | SOD SDDM-367                                             | KINGDOM            | 04-12-2003                               | Avec Ai Kurosawa & Miyuki Hourai                         |
| TMA The Big and Extreme Breasts Premium II 巨乳極乳プレミアム II                   | TMA Works TWV-051 (VHS) 11ID-090 (DVD)                   |                    | 12-12-2003                               | Compilation avec plusiaurs autres actrices               |
| Super Lightning Dangerin 超電光ダンガイン                                          | Hibino HAVD-029                                          |                    | 18-12-2003                               | Cosplay - Heroine                                        |
| Super Lightning Dangerin vs Super Ninja Saverin 超電光ダンガインvs超忍者セーバイン | Hibino HAVD-030                                          |                    | 08-01-2004                               | Cosplay - Heroine                                        |
| Dosukoi どすこい                                                                   | Moodyz Great MDGD-015                                    | Yakumo Matsubara   | 01-04-2004                               | Avec Sakura Sakurada & autres actrices                   |
| Digital Channel DC03                                                               | IdeaPocket Supreme SUPD-003                              |                    | 08-04-2004                               |                                                          |
| Big Bust Manifesto 巨乳マニフェスト                                                | Dogma DDU-001                                            | Tenun              | 10-04-2004                               |                                                          |
| Making of Dosukoi メイキング・オブ どすこい                                        | Moodyz Joker MDJD-079                                    | Hiroshi Nishikawa  | 01-05-2004                               | Avec Sakura Sakurada & autres actrices                   |
| Big Bust Restraint Trance 巨乳拘束トランス                                         | Dogma DDT-091                                            | TOHJIRO            | 10-06-2004                               |                                                          |
| Mai Haruna in One Day Soap Lady! 春菜まいの1日体験ソープ嬢                         | VIP VIP-248                                              | Kidou Susumu       | 30-06-2004                               |                                                          |
| Digital Mosaic Vol.044 デジタルモザイクVol.044                                     | Moodyz Killer MDED-254                                   | Tadanori Usami     | 01-08-2004                               |                                                          |
| Mai Haruna in Extreme Service Brothel 春菜まい 過激サービスソープ嬢                | Media Bank VIP VIPD-264                                  |                    | 13-08-2004                               |                                                          |
| Sin and Punishment 罪と罰                                                          | VIP Atlas21\|VIP-249 (VHS - 60 min)                      | Michiba Nagumo     | 31-08-2004                               |                                                          |
| Adult Baby Farm 3 大人の保育園3                                                    | Moodyz Legend MDLD-217                                   | KINGDOM            | 01-09-2004                               |                                                          |
| Sin and Punishment Perfect Collection 罪と罰 完全版 春菜まい                       | Media Bank VIP VIPD-271 (DVD - 120 min)                  |                    | 24-09-2004                               |                                                          |
| One Day Soap Lady! Big Party Special!! 日体験ソープ嬢                              | VIP VIP-255                                              | Susumu Kido        | 23-10-2004                               | Compilation avec 5 autres actrices                       |
| Extreme Service Brothel Special 過激サービスソープ嬢 大回転 SPECIAL                | Media Bank VIP VIPD-273                                  |                    | 29-10-2004                               | Compilation avec 5 autres actrices                       |
| Angel Service                                                                      | IdeaPocket Angel AND-157                                 |                    | 08-11-2004                               |                                                          |
| Wicked Dream (Dream Gokudou) ドリーム極道                                          | Moodyz Killer MDED-322                                   | KINGDOM            | 15-12-2004                               | Avec Kirari Koizumi, Ryoko Mizusaki & l'acteur Taka Kato |
| Suppin' Mai Haruna Suppin' 春菜まい                                                | VIP VIP-259 (VHS - 60 min)                               |                    | 24-12-2004                               |                                                          |
| Dream Polygamy 夢の一夫多妻制                                                      | Moodyz Real MDRD-002                                     | KINGDOM            | 01-01-2005                               | Avec Izumi Hasegawa & Yui Haruka                         |
| Suppin' Perfect Collection / Mai Haruna Suppin' 完全版 春菜まい                    | Media Bank VIP VIPD-285 (DVD - 120 min)                  |                    | 21-01-2005                               |                                                          |
| M.V.P. Vol.7                                                                       | VIP VIP-261                                              | Tomoyasu Kurusu    | 24-01-2005                               | Compilation                                              |
| Raped In Husband's Presence 夫の目の前で犯されて                                   | Attackers Shark SHKD-227                                 | Kenzo Nagira       | 13-05-2005                               |                                                          |
| Digital Mosaic Vol.077 Special デジタルモザイクVol.077 Special                     | Moodyz Killer MDED-416                                   | Tadanori Usami     | 01-07-2005                               |                                                          |
| Joyful, Family Rape 明るい、家族輪姦。                                             | Moodyz Legend MDLD-428                                   | K. C. Takeda       | 13-07-2005                               |                                                          |
| Moodyz Special Mai Haruna - Mai Last Movie MOODYZ春菜まいスペシャル                | Moodyz Legend MDLD-459                                   | Masaru Oomura      | 13-07-2005                               |                                                          |
| Ultimate Reverse Soap! 究極昇天☆逆ソープ！                                         | Kasakura Publishing NOV-8362 (Vente) DAMO-056 (Location) | Rio Kubo           | 21-04-2006 (Vente) 28-04-2006 (Location) | Compilation                                              |
| School Heaven : Mai Haruna                                                         | BUBAN AJ-013                                             |                    | 24-05-2006                               | Non censuré                                              |
| Sin and Punishment, Then Despair... 罪と罰、そして絶望・・・                       | Media Bank VIP VIP-D333                                  | Kurusu Furio       | 26-05-2006 (VHS) 23-06-2006 (DVD)        | Compilation à partir de Sin and Punishment               |
| Soapland Big Chest Hostess Mai Haruna                                              | Ero Media EME-001                                        |                    | 17-11-2006                               | Non censuré                                              |
| Parade Vol.57 : Mai Haruna                                                         | J-Spot PA-57                                             |                    | 26-12-2006                               | Non censuré                                              |
| Ero Media vol.4 : Mai Haruna                                                       | Ero Media EME-004                                        |                    | 26-01-2007                               | Non censuré                                              |
| A Band of Nasty AV Actresses 単体AV女優VSキモデブ集団                              | Media Bank VIP VIP-D362                                  | Kurusu Furio       | 12-02-2007                               | Compilation à partir de Sin and Punishment               |
| Hello Titty Vol. 5                                                                 | Asian Eyes TW-02670                                      |                    | 22-06-2009                               | Avec Rei Himekawa, Haruka Aoyama & Boom Non censuré      |
| Hello Titty Vol. 6                                                                 | Asian Eyes TW-02696                                      |                    | 23-11-2009November 23, 2009              | Avec Haruka Aoyama, Meguru Kosaka & Niche Non censuré    |
| Hello Titty Vol. 7                                                                 | Asian Eyes TW-02708                                      |                    | 15-02-2010                               | Avec Momoko, Aya Sakaki & Miho Non censuré               |

## Sources
- (ja) « 春菜まいのランジェリー », www.b-v.co.jp (consulté le 27 mars 2013)
- (ja) « 2002年11月のインタビュー：春菜まい » [« Interview de novembre 2002: Hikari Hino »], Crystal-Eizou,‎ 1er novembre 2002 (consulté le 17 mars 2013).
- (en) Mai Haruna  sur l'Internet Adult Film Database